# بيرسما مانادو
نادي بيرسما مانادو لكرة القدم (بالفرنسية: Persma Manado)‏ نادي كرة قدم إندونيسي يلعب في دوري الدرجة الممتازة . تم تأسيس النادي في سنة 1960 .